# Македонска патриотична организация „Борис Сарафов“ (Кентън)
Македонската патриотична организация „Борис Сарафов“ е секция на Македонската патриотична организация в Кентън, Охайо, САЩ. Основана е на 21 ноември 1923 година предимно от емигранти от Югозападна Македония. Численият ѝ състав брои около 200 души, а към нея действат женска и младежка секции.